# 스내처
《스내처》는 코나미가 제작한 1988년 사이버펑크 어드벤처 게임이다. 고지마 히데오가 기획하고 집필한 첫 작품이다. 일본서 PC-8801 및 MSX2 플랫폼으로 처음 발매됐다.
21세기 중반의 도시 네오 고베 시티가 배경으로, 인간을 살해하고 신분을 탈취하는 안드로이드 집단 '스내처'의 범죄가 발견된 것이 사건의 시작이다. 주인공은 반스내처 집단 JUNKER에 소속되고 기억을 잃은 형사 길리언 시드로, 길리언이 자신의 과거에 대한 단서를 찾고 스내처의 정체를 밝히는 것이 게임의 주내용이다. 플레이어는 글 위주의 인터페이스를 오가며 물건조사, 장소탐색, 대화 등을 하며 게임을 진행한다.
고지마는 SF 영화와 같은 영화적인 분위기가 있는 게임을 제작하고자 《스내처》를 기획했다. 영감을 받은 대표작품으로 《블레이드 러너》, 《아키라》, 《터미네이터》와 《신체 강탈자의 침입》이 있다. 개발진척에 문제가 생겨 본래 예상보다 2배에 가까운 개발기간이 소모됐으며, 출시된 게임은 본래 기획된 분량보다 절반 이하 가량을 수록한 미완성판이었다. 발매 후 인기를 끌어 1990년에 리메이크 형태의 롤플레잉 비디오 게임 《SD 스내처》가 발매됐다. 1992년, PC 엔진 CD로 이야기를 완결지은 이식판이 발매됐다.
코나미가 서양을 겨냥해 현지화한 영어판이 제작됐으며 1994년에 세가 CD 플랫폼으로 발매됐다. 북미와 유럽에서 상업적 실패를 거뒀으나 당시 게임에서 흔치 않은 주제를 다뤄 언론에서 대체적으로 긍정적인 평가를 받으며 화제를 모았다. 1996년에 일본에서 플레이스테이션 및 세가 새턴 이식판이 발매됐다. 《스내처》는 후향적 관점에서 어드벤처 및 사이버펑크 게임 장르의 토대를 쌓은 지대한 영향을 끼친 작품으로 꼽힌다.

## 반응

### 메가 CD판
1994년, 세가 CD로 발매된 영어판은 당시 성숙한 주제, 이야기와 영화적인 연출로 대체적으로 호평을 받았다.

## 참조

### 주해
1. ↑  영어: Snatcher, 일본어: スナッチャー